# Sana (parroquia)

Desarrollo territorial de Bosnia durante la Edad Media; con la parroquia de Sana.

Sana era una parroquia bosnia en el valle del río Sana. Formó parte de la tierra de Donji Kraji.

## Historia
Hasta el siglo XIII la parroquia de Sana no fue mencionada en fuentes históricas. El documento medieval más antiguo que menciona estas regiones es la carta del rey Bela IV de Hungría fechada el 20 de julio de 1244. Además de Usora y Soli, estas regiones también se mencionan durante el reinado de Matej Ninoslav, ban de Bosnia. Esta carta menciona las parroquias de Sana, Dubica, Mren y Vrbas, que formaban la tierra de Donji Kraji. Donji Kraji ocupó primero el área al sur de Sanski Most, y luego se expandió hacia el norte, hasta el área del medio río Sana. El conde de Sana, Mihailo, es mencionado en 1258. El 15 de marzo de 1264, Mihailo vendió las tierras del «rey» a la abadía de Topusko. Las fuentes mencionan la parroquia de Sana en 1278. Según un documento del 30 de marzo de 1304, Donji Kraji estaba habitada por patarinos, lo que provocó un conflicto entre los banes croatas Šubić y Stjepanić. En términos eclesiásticos, Sana tenía su propia parroquia adjunta a la diócesis de Zagreb (1334). En el año 1328 se expidió una carta en la ciudad de Sana. 
En 1404 llegaron a Sana el rey Ostoja de Bosnia y el herceg Hrvoje Vukčić Hrvatinić. Entre los testigos de la carta de Hrvoje de 1412 se menciona también a Gašpar Dijanišević de Sana. En las guerras del rey y los nobles bosnios contra el rey húngaro Segismundo de Luxemburgo, la parroquia de Sana cayó bajo el dominio húngaro en 1413. Se la arrebató a Hrvoje Vukčić y la entregó al señor de Blagaj para su administración. Los nobles bosnios restantes se levantaron contra Hrvoje, y él buscó la ayuda de los turcos otomanos. El ejército de Segismundo fue severamente derrotado en 1415 en la batalla de Doboj Al año siguiente, los turcos llegaron a Ston y Hrasno en Herzegovina. Sin embargo, la parroquia de Sana permaneció en manos de Segismundo. El rey húngaro la menciona en una carta emitida en 1425. El conde de Sana, Juraj Mišljenović, es mencionado en una carta fechada el 12 de agosto de 1434. En el período siguiente, Sana fue escenario de batallas en las guerras húngaro-otomanas, y en 1499 finalmente pasó a formar parte del Imperio otomano, convirtiéndose en la sede de una nahiya que abarcaba gran parte de la parroquia de Sana. Después de la abolición del Sanjacado de Bihać y la reorganización del Eyalato de Bosnia se convirtió en la sede del nuevo kadiluk. Bania Luka, Jajce, Bihać y otras grandes ciudades también tenían este estatus. Había dos nahiyas de Sana, como lo evidencian dos defters turcos. Posteriormente se formó la Capitanía de Sana.

## Извори
- Марко Вего; Насеља босанске средњовековне државе; Свјетлост, Сарајево (1957). стр. 157.
- Мргић, Јелена (2002). Доњи Краји: Крајина средњовековне Босне. Београд: Филозофски факултет.
- Мргић, Јелена (2008). Северна Босна: 13-16. век. Београд: Историјски институт.
- Ћирковић, Сима (1964). Историја средњовековне босанске државе. Београд: Српска књижевна задруга.

- Datos: Q28921584